# یوسف مراکش
یوسف مراکش (عربی: السلطان يوسف بن الحسن؛ ۱۸۸۲ – ۱۷ نوامبر ۱۹۲۷) سلطان علویان مراکش از سال ۱۹۱۲ تا ۱۹۲۷ بود.